# One Week Alone
One Week Alone é um single da cantora Kelly Birthsten, lançado em novembro de 2006.